# Richard Cohnheim
Richard Cohnheim (* 13. Januar 1843 in Demmin; † 25. Oktober 1901 in Hamburg) war ein deutscher Kaufmann und Politiker.

## Leben
Cohnheim war von 1877 bis 1889 kaufmännisches Mitglied im Direktorium der Krupp-Gussstahlfabrik. Er wechselte 1890 nach Hamburg und erhielt Prokura für die Hamburger Niederlassung der Firma John Henry Schröder & Co. Später machte er sich selbständig.
Cohnheim gehörte von 1898 bis 1901 der Hamburgischen Bürgerschaft an und war Mitglied der Fraktion der Rechten. In den Jahren 1896 und 1897 war Cohnheim Mitglied in der Deputation für das Beleuchtungswesen.